# Världens bästa hotell
Världens bästa hotell är en dokumentärserie på TV3 där man får följa fem personer med funktionsnedsättning som fått en praktikplats under sju veckor på Hotel Bolinder Munktell som ägs av Clarion hotell i Eskilstuna. De medverkande heter Niclaz Eklund, Leif Öjvall, Gunilla Harryson, Johanna Karlsson och Kristoffer Sandberg. Alla fem har tidigare jobbat på olika dagliga verksamheter i kommunen. Serien, som består av åtta avsnitt, hade premiär 14 mars 2011 och sågs av 215.000. Efter att man sänt andra avsnittet beslutade TV3 att från och med fjärde avsnittet skulle komma att serien sändas på söndagar istället för måndagar.